# Alexandru Cornea
Alexandru Cornea (n. 1490 – d. 5 martie 1541) a fost domn al Moldovei (1540-1541). Fiul lui Bogdan al III-lea, Alexandru Cornea a fost înălțat în rangurile boierești ajungând hatman în prima domnie a lui Petru Rareș.

## Domnie
După uciderea lui Ștefan Lăcustă, în decembrie 1540, boierii l-au ales domn. Apoi boierii au impus domnului să reîntregească țara cu sabia în mână. Fără să mai aștepte mult Alexandru Cornea atacă Cetatea Albă, Chilia și Tighina, plănuind chiar să asedieze cetatea Oceakov. Faptele lui de vitejie au umplut lumea. Solul polon, nobilul Teczynski ce sosise la Suceava îi transmitea domnitorului bucuria regelui de a avea un vecin atât de viteaz. Pe lângă vitejie, domnitorul avea și înțelepciune, trimițând soli la Ferdinand Habsburgul și la Carol Quintul. Domnitorul era în stare să închine țara în schimbul a 100.000 de pedestrași și 40.000 de călăreți. Domnitorul avea de gând să îi azvârle pe turci din Europa. Tratativele s-au soldat cu un eșec din motive necunoscute. Probabil Ferdinand nu a înțeles solia, ori s-a temut de Soliman Magnificul. În schimb, otomanii s-au îngrijorat de cutezanța lui Cornea și ca să regleze conturile cu domnitorul moldovean au dat domnia lui Petru Rareș, precum și oaste ca să cucerească tronul. Confruntarea a avut loc la Galați unde, părăsit de boieri, Alexandru Cornea a fost înfrânt de unchiul său. Pe 23 februarie 1541, Alexandru Cornea a fost decapitat iar la 11 martie au căzut și capetele boierilor trădători.